# Berta Rahm

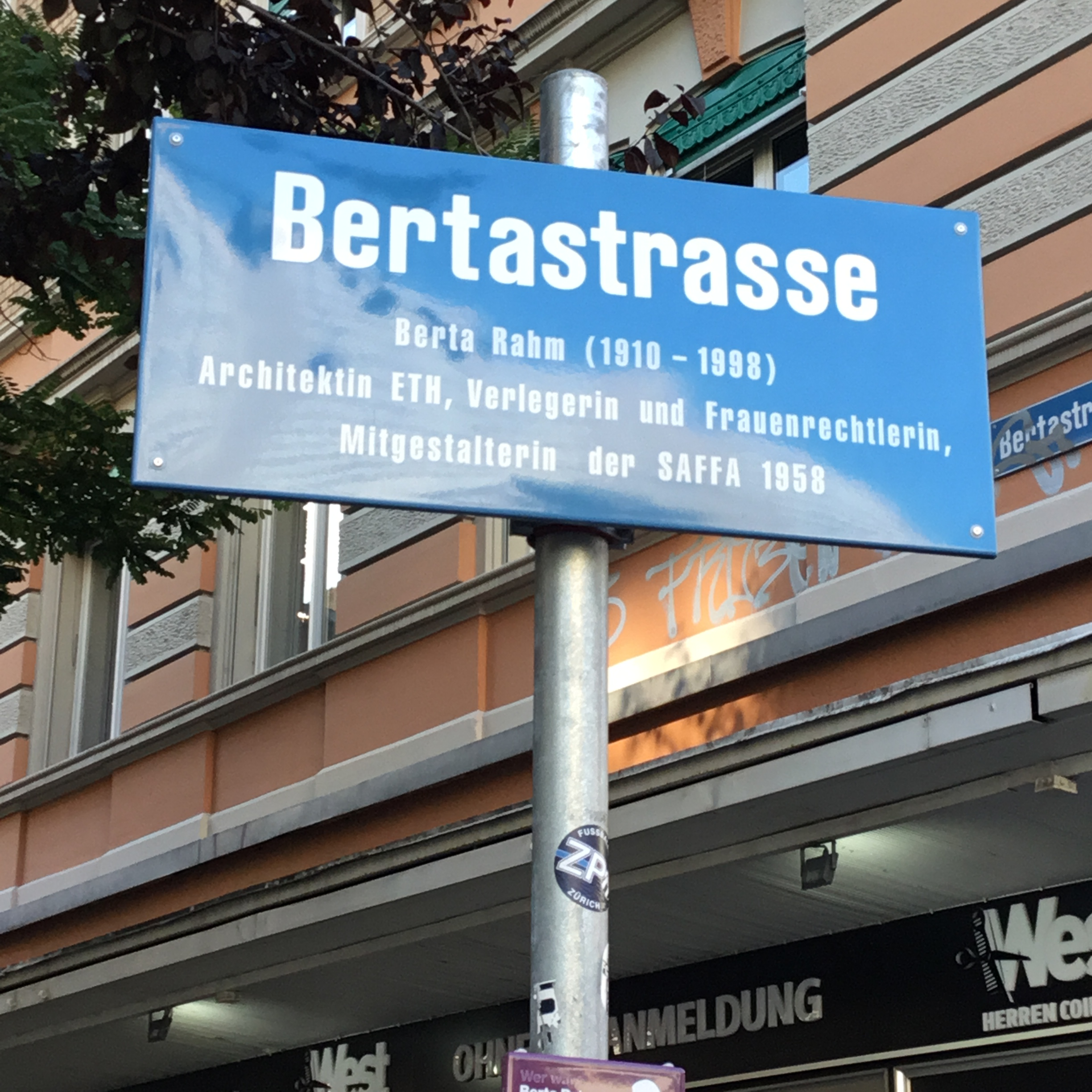
Bild des nach Berta Rahm benannten Schildes der bereits seit langem bestehenden Bertastrasse in Zürich 3

Berta Rahm (* 4. Oktober 1910 in St. Gallen; † 10. Oktober 1998 in Neunkirch) war eine Schweizer Architektin, Verlegerin und Frauenrechtlerin.

## Leben
1914 zog ihre Mutter mit den Kindern wieder zurück in ihre Heimat Hallau, wo Berta Rahm die Schulen besuchte. Die Matura legte sie in Schaffhausen ab, nachdem sie dort die Kantonsschule besucht hatte. Ein daran anschliessender Aufenthalt in England bestärkte sie in ihrem Glauben daran, dass die Aussicht, als Frau erfolgreich einen anspruchsvollen, geachteten Beruf ausüben zu dürfen, auch in der Schweiz nicht mehr lange auf sich warten lassen würde.
Mit der Unterstützung ihres Onkels Arnold Meyer, der in Hallau ein erfolgreiches Architekturbüro betrieb, studierte Berta Rahm von 1929 bis 1934 als eine der ersten Frauen Architektur an der ETH Zürich. Nachdem sie 1934 bei Otto Rudolf Salvisberg diplomiert hatte, eröffnete sie noch im selben Jahr ein Architekturbüro in Zürich. 1935 reiste sie dank eines Reisestipendiums der ETH nach Holland und Dänemark. Die darauffolgende, durch ein Wettbewerbspreisgeld ermöglichte Reise nach Skandinavien und Finnland im Jahr 1939 beeinflusste Berta Rahm nachhaltig. Einerseits verkörperten die nordischen Architekten und Architektinnen das Bild eines engagierten Berufsstandes und andererseits war sie beeindruckt vom emanzipierten Lebensstil der Frauen in den skandinavischen Ländern. 1942 veröffentlichte sie hierzu einen Reisebericht mit eigenen Skizzen. 1951 erstellte sie mit dem Nägeliseehof in Hallau einen für ihre Zeit aussergewöhnlich modernen Bauernhof, dessen spezielles Offenstallungssystem von Besucherinnen und Besuchern aus ganz Europa bewundert wurde.
Nach Anstellungen bei u. a. Rudolf Olgiati in Flims, William Dunkel und Ernst Schindler in Zürich und Arnold Meyer in Hallau, gründete Berta Rahm 1940 ihr eigenes Architekturbüro in Zürich. Zu ihren wichtigsten Werken gehören das Ferienhaus Laueli in Hasliberg, der Nägeliseehof mit Offenstall nach dänischem Vorbild in Hallau und der Annexbau des Club Pavillon der SAFFA 1958 in Zürich. Rahms Hoffnung auf die Übertragung der Projektleitung der SAFFA zerschlug sich, stattdessen wurde diese der Architektin Annemarie Hubacher-Constam übertragen. Letztere teilte allerdings mit ihrem Mann, Hans Hubacher, ihr Büro, wohingegen Rahm ganz unabhängig und selbstständig arbeitete.
Sie bewerkstelligte bei all ihren Projekten die Planungsarbeiten, Ausschreibungen und Bauleitungen alleine. Als Pionierin tat sie sich jedoch schwer in der von Männern dominierten Branche. So wurde sie von den Behörden als Architektin für öffentliche Bauten ausgeschlossen und ein Baugesuch für ein Wohnhaus in Hallau zurückgewiesen. Rahm legte daraufhin Beschwerde gegen diesen Entscheid ein und gelangte damit bis vor Bundesgericht, ihre Klage wurde jedoch abgewiesen, obschon die Ungleichbehandlung anerkannt wurde.
Zermürbt durch die vielen Rückschläge und die faktische Unmöglichkeit ihren Beruf auszuüben, beendete Berta Rahm 1966 ihre Tätigkeit als Architektin und wurde Verlegerin und Autorin. Sie gründete in Schaffhausen 1967 den auf feministische Literatur spezialisierten ALA Verlag. So verlegte sie unter anderem Werke von Mary Wollstonecraft und Hedwig Dohm neu sowie eine Biographie von Flora Tristan. Auch über das Leben der Friedensaktivistin und Feministin Marie Goegg-Pouchoulin publizierte sie ein Buch. Für jede Publikation verfasste sie ein ausführliches Vor- und Nachwort.
Rahm war Mitglied des Schweizerischen Ingenieur- und Architektenvereins, der Union internationale des femmes architectes und des Bundes Schweizerischer Frauenorganisationen.

## Werk

### Bauten
- Ferienhaus Laueli in Hohfluh am Hasliberg (BE), 1940
- Offenstall und Umbau Wohnhaus Nägeliseehof in Hallau (SH), 1951
- Wohnhaus in Wilchingen (SH), 1958
- Annexbau Club Pavillon, SAFFA in Zürich, 1958

Nach Ausstellungsende wurde der Annex des Club Pavillons nach Gossau ZH versetzt und von Berta Rahm zur Betriebskantine der Hauser Champignon Kulturen AG umgebaut. Das Clubhaus geriet jedoch in Vergessenheit und sollte einem Neubau weichen. 2020 rettete ein erfolgreicher Spendenaufruf des Vereins ProSaffa1958-Pavillon das Gebäude vor dem Abriss und ermöglichte eine fachgerechte Demontage.
- Umbau Wohnhaus in Gächlingen (SH), 1959
- Dr. Hess Haus, Zollikerberg (ZH), 1964

### Publikationen (Auswahl)
- 1939: Reise nach Skandinavien und Finnland. Büchergilde Gutenberg, Zürich 1942.
- Vom möblierten Zimmer bis zur Wohnung. Anregungen für das Einrichten von Einzelräumen und Wohnungen. Schweizer Spiegel Verlag, Zürich 1946.
- mit Charles Neilson Gattey: Flora Tristan. ALA Verlag, Zürich 1971.
- mit Minna Schelle Cauer u. a.: Hedwig Dohm. Erinnerungen. Mit Schriften von Hedwig Dohm. ALA Verlag, Zürich 1980.
- Marie Goegg (geb. Pouchoulin). Mitbegründerin der Internationalen Liga für Frieden und Freiheit. Gründerin des Internationalen Frauenbundes, des Journal des Femmes und der Solidarité. ALA-Verlag, Zürich 1993, ISBN 3-85509-032-7.

## Ehrungen
Ihr zu Ehren wurde in der Stadt Zürich bei der  lange bereits schon bestehenden Bertastrasse ein an sie erinnerndes Schild angebracht.